# César Chesneau Dumarsais
César Chesneau, sieur Dumarsais of Du Marsais (Marseille, 17 juli 1676 - Parijs, 11 juni 1756) is een Franse taalkundige en filosoof.

## Jeugdjaren
Dumarsais verloor als kind zijn vader en werd opgevoed door een moeder die geen enkel oog had voor de dingen des levens, het vermogen van haar kinderen slecht beheerde en liet verkommeren en zomaar een prachtige bibliotheek verkocht, die zij geërfd had van haar ouders en schoonouders; daar was Dumarsais erg verdrietig over en dat bracht hem zo in vertwijfeling, dat hij vanaf dat moment alle boeken begon te stelen, die hij maar kon bemachtigen.
Hij bezocht in zijn geboortestad de school van de Oratorianen en voltooide daar zijn studie. Hij trad zelfs in bij hun kloostergemeenschap, maar teleurgesteld door het schijntje vrijheid dat men hem daar vergunde verliet hij het klooster binnen korte tijd en vertrok, bijna 21 jaar oud, naar Parijs om daar rechten te gaan studeren. Daar trouwde hij en werd op 10 januari 1704 als advocaat toegelaten tot het Parlement van Parijs, het hoogste Franse rechtscollege.

## Huisonderwijzer en auteur
Ten gevolge van verschillende tegenslagen en familieomstandigheden was hij genoodzaakt om zijn plaats bij de rechtbank op te geven en een functie te aanvaarden als huisonderwijzer bij de president De Maisons. Na zijn overlijden werd Dumarsais aangesteld tot gouverneur bij de bankier John Law. Het is algemeen bekend hoe die bankier zijn vermogen verspeelde en de arme filosoof zat dus binnen de kortste keren opnieuw zonder werk en zonder bron van inkomsten. Gelukkig stelde de markies van Beaufremont zijn huis voor hem open. Tijdens zijn verblijf daar kon hij zich in alle rust aan de studie wijden; hij schreef vervolgens zijn Principes de Grammaire en het Traité des Tropes, zijn beste boek, waardoor zijn naam is blijven voortleven.
Na zijn vertrek bij de markies van Baufremont zag Dumarsais zich voor zijn levensonderhoud genoodzaakt om een kostschool te beginnen in Saint-Victor, een buitenwijk van Parijs, die hem echter nauwelijks voldoende opleverde. Daarom wilde hij daarnaast ook nog bij een aantal particulieren huisonderwijs geven, wat hij echter gezien zijn gevorderde leeftijd niet lang kon volhouden. Vervolgens werkte hij mee aan de Encyclopédie van Diderot en D'Alembert, maar de schaarse artikelen die hij leverde konden hem maar verzekeren van een bescheiden inkomen. Hij stierf gebukt onder allerlei kwalen en in ellendige omstandigheden.

## Karakter
Dumarsais was wijs en rechtvaardig, had een zachtaardig en rustig karakter en zijn geringe mensenkennis, zijn naïveteit en zijn eigenschap om gewoon te zeggen wat hij dacht, waren voor D'Alembert de reden om hem de bijnaam “De Fontein der Filosofen” te geven. Zijn tijdgenoten prezen hem vanwege zijn rechtschapenheid, zijn mildheid en eenvoud. In zijn werk spreidde hij een zeldzame scherpzinnigheid, een grote intelligentie en een uitgebreide kennis tentoon.

## Werken
- Traité des Tropes, 1730, zijn belangrijkste werk, dat een klassieker is geworden. In die beroemde verhandeling over de retorica zet de schrijver eerst uiteen waaruit het figuurlijke taalgebruik bestaat, en laat zien hoe vaak daarvan gebruik wordt gemaakt, zowel schriftelijk als mondeling; hij geeft een uitgebreid overzicht van het gebruik van tropen (stijlfiguren, zoals metaforen, metonymie en hyperbolen) in toespraken, waarbij hij zijn waarnemingen kracht bijzet met behulp van goedgekozen voorbeelden. “Alles in het Traité des Tropes is het waard om gelezen te worden,” zei D’Alembert, “zelfs de drukfouten; het bevat beschouwingen over onze spelling, over de grilligheden, inconsequenties en afwijkingen ervan. Men ontwaart in die beschouwingen een oordeelkundig schrijver die evenmin zomaar de gewoonte ontzag, als dat hij zich helemaal inzette voor een onuitvoerbare hervorming.” Het boek heeft allesbehalve de waardering gekregen dat het verdient: vooral de titel heeft bijgedragen aan de onverschilligheid van het publiek. Dumarsais heeft zelf een keer verteld dat op zekere dag iemand hem een compliment wilde maken en hem vertelde dat hij net veel goeds had horen zeggen over zijn Traité des Tropes en dacht dat 'Tropen' de naam van een volk was.
- Méthode raisonnée pour apprendre la langue latine (1722) - daarin geeft hij eerst de woorden weer in de volgorde van de Franse zinsbouw, met een interlineaire versie;
- Principes de grammaire, 1769, waarin hij als filosoof de grammatica behandelt;
- Een beknopte Logique classique, die zeer oppervlakkig is.

Hij heeft niet alleen met artikelen bijgedragen aan de grammatica, maar ook het artikel “filosoof” toegevoegd aan de Encyclopédie van Diderot en een Beschrijving van de Gallicaanse Kerk (gepubliceerd in 1758) nagelaten.
Naast zijn taalkundige geschriften is hij eveneens de schrijver van clandestien gepubliceerde filosofische verhandelingen, waaronder
- Le Philosophe (1730);
- Nouvelles Libertés de penser (1743) online bij Google Books;
- Examen de la religion chrétienne (1745).

Er zijn aan hem ook antigodsdienstige geschriften toegeschreven, die waarschijnlijk niet van hem afkomstig zijn.
Hij deed ook voorstellen om de spelling te hervormen, maar die zijn niet doorgevoerd. Zijn Œuvres zijn gepubliceerd in 1797, in 7 delen.
Er is een lofrede over hem geschreven door D’Alembert (Encyclopédie, deel V), en een door A. de Gérando (1805). D’Alembert merkt daarin op dat hij “tijdens zijn leven armoede heeft gekend en miskend is in een vaderland dat hij zelf heeft onderwezen.”

## Bron
- Ferdinand Hoefer, Nouvelle Biographie générale, t. 15, Parijs

- Bibliothèque nationale de France: cb119007165 (data)
- Catàleg d'autoritats de noms i títols de Catalunya: 981058513350806706
- Gemeinsame Normdatei: 118520385
- International Standard Name Identifier: 0000 0001 0895 4763
- Library of Congress Control Number: n85294232
- Nationale Bibliotheek van Tsjechië: mzk2009528520
- Nationale Bibliotheek van Israël: 987007260784705171
- Nederlandse Thesaurus van Auteursnamen: 068368747
- LIBRIS: 49921
- Système universitaire de documentation: 02683863X
- Virtual International Authority File: 46760279
- WorldCat: E39PBJkD8DgqMK64VGfhKRw6Kd